# Châteauneuf-de-Gadagne
Châteauneuf-de-Gadagne – miejscowość i gmina we Francji, w regionie Prowansja-Alpy-Lazurowe Wybrzeże, w departamencie Vaucluse.
Według danych na rok 1990 gminę zamieszkiwało 2619 osób, a gęstość zaludnienia wynosiła 194 osoby/km² (wśród 963 gmin regionu Prowansja-Alpy-W. Lazurowe Châteauneuf-de-Gadagne plasuje się na 227. miejscu pod względem liczby ludności, natomiast pod względem powierzchni na miejscu 621.).